# Herxheim bei Landau/Pfalz
Pour les articles homonymes, voir Herxheim.
Herxheim bei Landau/Pfalz est une municipalité et chef-lieu de la Verbandsgemeinde Herxheim, dans l'arrondissement de la Route-du-Vin-du-Sud, en Rhénanie-Palatinat, dans l'ouest de l'Allemagne. La municipalité est située à environ 10 km de Landau.

## Histoire
| Appartenances historiques Principauté épiscopale de Spire 1057-1680 Royaume de France 1680-1792 République française (Bas-Rhin) 1792-1815 Royaume de Bavière 1815-1918 République de Weimar 1918-1933 Reich allemand 1933-1945 Allemagne occupée 1945-1949 Allemagne 1949-présent |

## Archéologie
Le site néolithique d'Herxheim de cinq hectares y a été découvert et plusieurs campagnes de fouilles (1996-1998 et 2004-2008) ont mis au jour une grande quantité de matériel (poteries, outils, parures et ossements humains) de la culture rubanée datant d'environ 5000 ans avant notre ère. Le site est exceptionnel car les archéologues estiment qu'environ un millier d'individus victimes de cannibalisme sont enterrés dans le double fossé qui l'entoure.

## Jumelage
- Ilfracombe (Angleterre)
- Saint-Apollinaire (France)